# Luis Carrero Blanco
Luis Carrero Blanco (Santoña, 4 marzo 1904 – Madrid, 20 dicembre 1973) è stato un ammiraglio e politico spagnolo, capo del Governo durante il franchismo, ucciso in un attentato dall'ETA.

## Biografia
Nato da una famiglia benestante, nel 1918 entrò nell'accademia navale. Nel 1925 incontrò per la prima volta Francisco Franco (1892–1975), allora colonnello: i due fecero presto amicizia e nel 1934 entrambi collaborarono alla repressione dello sciopero delle Asturie.

### La guerra civile
Nel 1936 era docente alla scuola di guerra navale di Madrid, e in luglio, allo scoppio della guerra civile spagnola aderì alla rivolta franchista (il cosiddetto Alzamiento) e si rifugiò nelle ambasciate del Messico e della Francia per evitare di essere fucilato dalle milizie repubblicane. Nel 1937 Carrero Blanco, capitano di corvetta, riuscì a raggiungere la zona controllata dai nazionalisti e in ottobre fu messo al comando del cacciatorpediniere Huesca. Fu poi capo operazioni dello stato maggiore della Marina (Armada Nacional) e contribuì alla vittoria del Bando nacional nel 1939. Nel 1940 fu l'autore di una relazione con la quale sconsigliava a Franco di entrare in guerra al fianco di Germania e Italia, raccomandandogli la neutralità del Paese.

### Nel franchismo
Negli anni successivi, Carrero Blanco salì i gradini della gerarchia militare fino al grado di Capitano generale della marina. Nel contempo, ebbe incarichi politici sempre più importanti iniziando così una stretta collaborazione col dittatore, che si interromperà solo con la morte. Nel 1941 fu nominato sottosegretario alla Presidenza, assumendo poi la carica di ministro della Presidenza dal 1951 al 1967 e di vicepresidente dei vari governi guidati da Franco dal luglio 1967 al giugno 1973. Si adoperò per limitare l'influenza dei falangisti e per la modernizzazione economica e amministrativa dello Stato.
Nel 1969 fu uno dei più convinti sostenitori della scelta di nominare il principe Juan Carlos di Borbone successore di Franco, restaurando la monarchia.

### Capo del Governo
Il 9 giugno 1973, l'ottantenne Franco, cosciente dei propri problemi di salute, nominò Carrero Blanco Presidente del Governo, carica detenuta sino a quel momento dallo stesso caudillo, il quale tenne per sé la carica di capo dello Stato. Era chiara l'indicazione di Franco come suo successore alla guida del franchismo. 

### L'assassinio

L'attentato nel film Ogro (1979) di Gillo Pontecorvo

Il 20 dicembre 1973 Carrero Blanco fu vittima di un attentato dinamitardo non lontano dalla sua abitazione; all'uscita da una funzione religiosa da una chiesa poco distante da casa, mentre si recava al palazzo del Governo, la vettura su cui si trovava fu fatta saltare in aria da una carica di esplosivo posta sotto il piano stradale. La macchina del Presidente del Governo venne scaraventata in aria ad un'altezza di oltre 30 metri da un'ingente carica di esplosivo.
L'esplosione provocò gravi danni alle facciate degli edifici prossimi al luogo dell'attentato, danni alla citata chiesa e l'incendio di almeno trenta autovetture nelle immediate vicinanze, nonché la morte quasi istantanea dell'autista e dell'agente di scorta di Carrero Blanco; la vettura fu scagliata in aria, venendo proiettata oltre il tetto di un limitrofo palazzo di cinque piani e facendola atterrare su una terrazza al secondo piano di un cortile interno dello stesso, e Carrero Blanco, rinvenuto agonizzante, morì all'arrivo in ospedale poco più tardi.

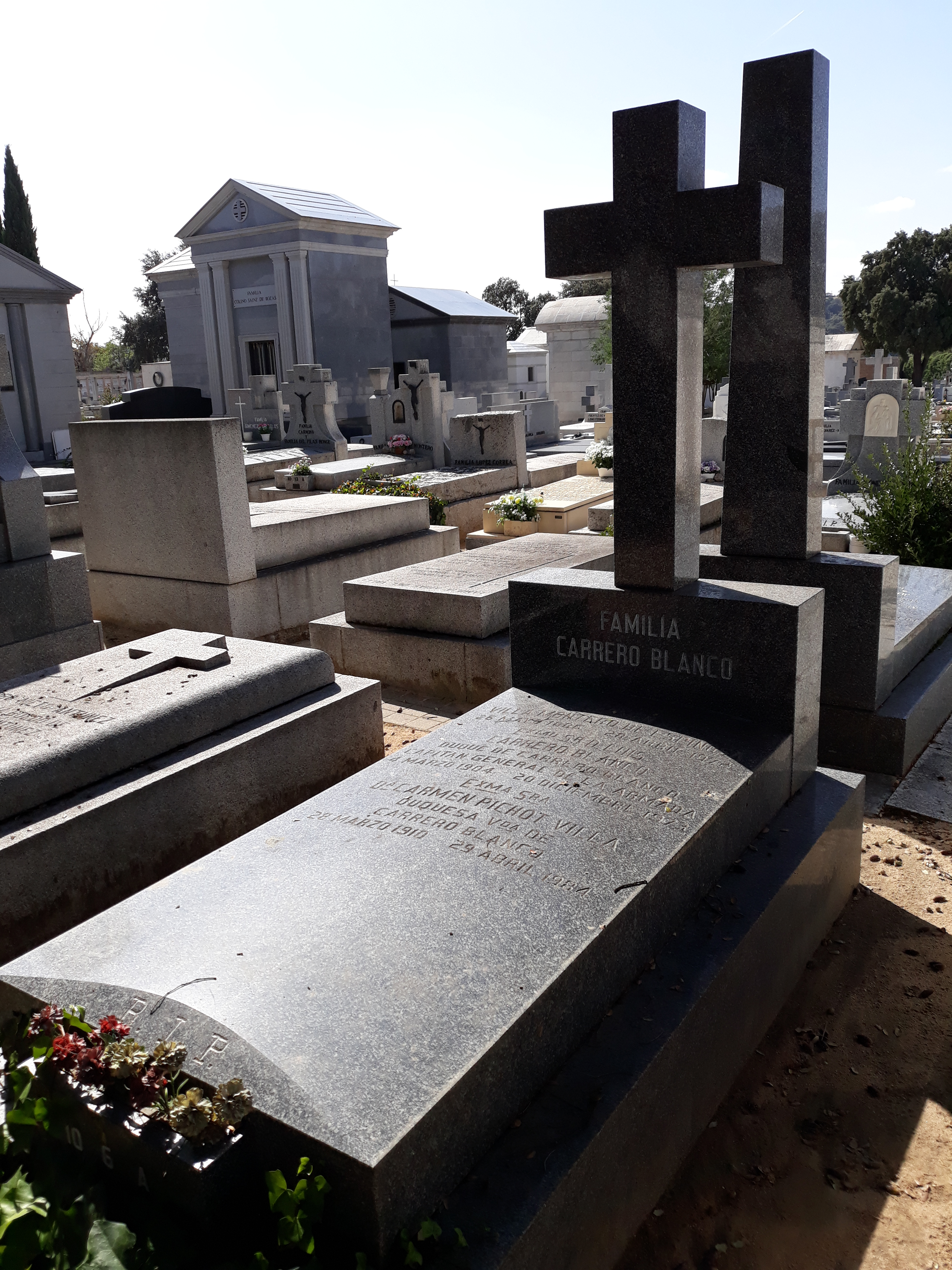
La tomba di famiglia di Carrero Blanco e di sua moglie nel cimitero madrileno di Mingorrubio

L'attentato, il cui nome in codice era Operación Ogro, fu rivendicato dall'organizzazione indipendentista basca ETA. La polizia accusò dell'attentato i separatisti baschi Iñaki Pérez Beotegui detto "Wilson", José Miguel Beñarán Ordeñana detto "Argala", José Ignacio Abaitua Gomeza detto "Marquín", Javier María Larreategui Cuadra detto "Atxulo", José Antonio Urruticoechea Bengoechea detto "Josu Ternera" e Juan Bautista Eizaguirre Santiesteban detto "Zigor". I fatti non furono chiariti appieno dalle indagini e gli imputati beneficiarono dell'amnistia del 1977.

### I funerali
Il funerale di Carrero Blanco, che sarebbe stata una delle ultime apparizioni pubbliche di Franco, si tenne il giorno successivo all'attentato nella Basilica Reale di San Francesco il Grande a Madrid e fu sepolto nel cimitero di Mingorrubio nel quartiere di El Pardo. Carrero fu elevato postumo a "Capitano generale della Marina" e dichiarato "Duca di Carrero Blanco".

## Riconoscimenti
Nel 1974, ancora sotto Franco (che morì verso la fine del 1975), di fronte al civico 104 di calle de Claudio Coello, luogo dell'attentato, fu apposta una targa ricordo. A Santoña, in Cantabria, fu eretto un monumento a ricordo di Carrero Blanco, composto da una stele che sovrasta un'imbarcazione stilizzata. Franco istituì postumo il Ducado de Carrero Blanco, con Luis Carrero Blanco 1º duca; il titolo di 2º duca è stato detenuto, dalla morte del padre fino alla propria, avvenuta nel 2019, da suo figlio Luis Carrero Blanco y Pichot, pertanto il titolo è attualmente vacante.